# Municipio de San Andrés Tenejapan
El municipio de San Andrés Tenejapan es un municipio situado en el estado de Veracruz, México. Según el censo de 2020, tiene una población de 3134 habitantes.
La categoría del municipio es rural. Su cabecera es la localidad de San Andrés Tenejapan. Está ubicado en las coordenadas 18°45’ latitud norte y 97°04’ de longitud oeste, a una altitud de 2600 m s. n. m..
El municipio está conformado por nueve localidades.
Su clima es templado-húmedo, con una temperatura promedio anual de 18.0 °C. Las lluvias son abundantes en verano y principios de otoño, y tienen menor intensidad en invierno.
En este municipio se celebran las fiestas religiosas a la Virgen de la Candelaria, el 2 de febrero, y a San Andrés, patrón de la localidad, el 30 de noviembre.

## Límites
- Norte: Rafael Delgado y Tlilapan
- Sur: Tequila
- Este: Tilapan, Magdalena y Tequila
- Oeste: Tequila, Camerino Z. Mendoza y Rafael Delgado[1]